# Mycetophila chilena
Mycetophila chilena är en tvåvingeart som beskrevs av Duret 1979. Mycetophila chilena ingår i släktet Mycetophila och familjen svampmyggor. Inga underarter finns listade i Catalogue of Life.